# Шамони, Петер
Петер Шамони (нем.  Peter Schamoni, 27 марта 1934, Берлин — 14 июня 2011, Мюнхен) — немецкий кинорежиссёр, сценарист, продюсер, один из представителей нового немецкого кино. Брат Томаса Шамони и Ульриха Шамони.

## Биография
Сын историка искусства и кинорежиссёра Виктора Шамони (1901—1942), погибшего на войне; один из братьев отца — католический теолог, другой — поэт и художник. Дебютировал документальными фильмами «Москва, год 1957» и «Джаз в Кремле» (оба — 1957), которые снял в СССР. Режиссёр 35 игровых и документальных лент, ряд из которых посвящён крупным художникам XIX-XX вв. (Каспар Давид Фридрих, Макс Эрнст, Доротея Таннинг, Ники де Сен-Фалль, Жан Тэнгли, Хундертвассер, Ботеро).

## Фильмография
- 1966: Охота на лисиц запрещена / Schonzeit für Füchse
- 1975: Просчёт лейтенанта Слейда / Potato Fritz
- 1983: Весенняя симфония / Frühlingssinfonie
- 2004: Волшебник Даниэль / Daniel — Der Zauberer

## Признание
Номинант и лауреат многих престижных национальных и международных премий.